# 秋山重友
秋山 重友（あきやま しげとも、1931年（昭和6年）4月24日 - 1995年（平成7年）6月24日）は、昭和から平成時代の政治家。実業家。山梨県大月市長。

## 経歴
山梨県出身。山梨県立都留高等学校を経て、日本大学旧工学部に入るも中退する。1953年（昭和28年）秋山商店勤務を経て、1960年（昭和35年）中央産業を設立し社長となる。1965年（昭和40年）鳥沢交通取締役、1968年（昭和43年）中央開発代表取締役、1974年（昭和49年）桂川砂利興業に合併し、新たに中央産業を設立し社長となった。
1992年（平成4年）2月、大月市長に就任するが、任期中に死去した。